# .kr
.kr è il dominio di primo livello nazionale assegnato alla Corea del Sud.
Nel 2011 ICANN ha approvato il dominio internazionalizzato .한국 (xn--3e0b707e).
Alcune società sudcoreane tra cui Hyundai, Kia Motors e Samsung hanno registrato domini di primo livello generici.